# Edward Ihnatowicz
Edward Ihnatowicz (ur. 14 lutego 1926 w Chełmie, zm. w 1988 w Londynie) – malarz, rzeźbiarz, pionier sztuki komputerowej. Jego rzeźby ukazywały interakcje między jego robotami a publicznością.

## Życiorys
Ojciec Edwarda, Marian był oficerem Wojska Polskiego. Matka Julia miała zaledwie 18 lat, gdy na świat przyszedł Edward. Przez pracę ojca rodzina stale przeprowadzała się do innych miast. W 1938 Edward rozpoczął naukę w Gimnazjum Ogólnokształcącym Korpusu Kadetów nr 1 im. Marszałka Józefa Piłsudskiego we Lwowie. Szkoła słynęła z wojskowego drylu oraz wysokiego poziomu nauczania. Edward nie należał jednak do najlepszych uczniów – jego najwyższym stopniem była ocena bardzo dobra z rysunku. Udało mu się ukończyć jedną klasę, ponieważ zaraz po tym nastąpił wybuch wojny.  
Edward pod opieką matki przebył drogę do Rumunii, gdzie umieszczono ich w obozie dla internowanych. Stamtąd, po pobycie w Algierii, która przyjęła część osób internowanych w Rumunii, Ihnatowiczowie trafili w 1943 do Wielkiej Brytanii. Ojciec artysty, który w 1939 pozostawał na terenie Polski, został umieszczony w obozie jenieckim, a w maju 1940 zamordowany w Charkowie przez Sowietów.
Po tym, gdy w 1943 rodzina trafiła do Liverpoolu, matka Edwarda Julia przeszła do Polskich Sił Zbrojnych, a sam Edward został wysłany do polskiego college'u w Glasgow. W 1945 poznał tam Helen, z którą rok później wziął ślub. Z małżeństwa rodzi się syn – Richard. Niedługo później wyjeżdżają oni do Oksfordu. Tam Edward rozpoczął naukę w tradycyjnej Ruskin School of Art do czerwca 1949 pod kierownictwem Alberta Rutherstona. Interesuje go malarstwo i rysunek, ale także film i fotografia. Zrealizował on wówczas dwa filmy – Our College (1948) oraz dokument mówiący o życiu George Bernard Shawa. W czasie studiów doszedł on do wniosku, że bardziej intetersuje się rzeźbą niż malarstwem i w tym kierunku zaczął się dokształcać na własną rękę. Oprócz tradycyjnych technik zainteresowany był elektroniką, która stała się jego hobby. 
W ówczesnych czasach ważne było to, że Ihnatowicz miał wykształcenie artystyczne, ponieważ sztuka komputerowa wówczas była traktowana jako margines w artystycznym świecie. Sam określał siebie jako artystę zainteresowanego technologią. W późniejszym czasie malarstwo zeszło na dalszy plan, przez co nie otrzymał on dyplomu na Ruskin School. Po opuszczeniu szkoły założył w Oksfordzie firmę fotograficzną, jednak w tym czasie Wielką Brytanie ogarnął kryzys i Ihnatowicz zmuszony był do zamknięcia przedsiębiorstwa. Po tym podjął pracę, w której realizował programy dla BBC oraz pracował w firmie zajmującej się projektami wystaw i mebli.

## Prace

### SAM
Była to pierwsza elektroniczna rzeźba Ihnatowicza. Chciał, aby była to aktywna, mobilna struktura, której gesty będą odpowiedzią na zewnętrzne bodźce. Tak narodził się SAM, czyli Sound Activated Mobile. Rolę głowy pełnił podzielony na cztery segmenty reflektor z włókna szklanego – każde z wgłębień mieściło w sobie mikrofon kierunkowy. Widziana z bliska szyja przypominała kręgosłup, gdzie osiem kręgów z aluminium chroniło rdzeń kręgowy, zbudowany z hydraulicznych siłowników sterujących ruchem całości. Kiedy mikrofony umieszczone w górnej części konstrukcji wychwytały dźwięk, cały SAM zwracał się w jego stronę dzięki programowi, napisanemu przez Ihnatowicza po dyskusjach z badaczami, zajmującymi się protetyką. Konstrukcja umożliwiała nie tylko obracanie się wokół własnej osi, ale także ruch w dół i w górę.
SAM był pokazany w Londynie na wystawie Cybernetic Serendipity w 1968. Były tam pokazywane grafiki wygenerowane za pomocą komputera, maszyny malujące (painting machines) a także cybernetyczne roboty. Była to wystawa przełomowa, po raz pierwszy sztuka bazująca na nowych technologiach została pokazana tak dużej publiczności.

### Senster
Była to najważniejsza praca artysty. Ponad 4-metrowa kinetyczna konstrukcja wykonana z metalowego szkieletu oraz z aluminiowych części. Przypominała ona zwierzę na 4 nogach. Głowa wyposażona była w 2 pary mikrofonów i parę radarów Doplerowskich, co umożliwiało mu reagowanie na bodźce z otoczenia. Spokojny głos sprawiał, że głowa Senstera zbliżała się do źródła dźwięku, natomiast szybkie ruchy i głośne dźwięki powodowały gwałtowne odwrócenie się. Senster był pierwszą rzeźbą zrobotyzowaną kontrolowaną przez komputer. Wsparcia finansowego udzielił koncern Philips. Zaprezentowano go w pawilonie wystawowym Evoluon, należącym do firmy.
W 1973 rozebrano Senstera. W 2012 dr Anna Olszewska z krakowskiej Akademii Górniczo-Hutniczej rozpoczęła projekt rekonstrukcji Senstera. W aktualnej wersji odpowiada wyłącznie na sygnały dźwiękowe. Sekwencja interakcji była kiedyś kontrolowana przez program napisany w asemblerze i zakodowany w prototypowym komputerze P9201. Odnowiona praca działa z nowoczesnym sterownikiem programowalnym.

### Bandit
Bandit był ostatnim dziełem artysty. Został wystawiony na wystawie Computer Arts Society na festiwalu w Edynburgu w Wielkiej Brytanii w 1973. Była to prosta konstrukcja - dźwignia sterowana przez komputer. Osoba chwytała dźwignię i mogła poruszać ramieniem wykonując dowolne ruchy. System komputerowy rejestrował serię ruchów, a następnie je odtwarzał. Sposób, w jaki dana osoba poruszała dźwignią, był analizowany statystycznie, a program komputerowy analizował przypuszczalną płeć i temperament osoby. Ihnatowicz napisał program wraz z naukowcem z University College London. Propozycje maszyny często były trafione.